# 喻更生
喻更生（1928年6月—），男，四川江津人，中国新闻工作者、书法家，曾任中国书法家协会理事。